# Salim Aribi
Salim Aribi (Batna, 16 dicembre 1974) è un ex calciatore algerino.

## Carriera

### Club
Ha sempre militato nel campionato algerino, vincendolo 2 volte, nel 2003 e nel 2005.

### Nazionale
Con la Nazionale algerina ha preso parte alla Coppa d'Africa 2004.